# Iljuschin Il-40
Die Iljuschin Il-40 (russisch Ильюшин Ил-40, NATO-Codename: „Brawny“) war ein vom OKB Iljuschin entwickeltes Schlachtflugzeug der 1950er Jahre.

## Entwicklung
Die Entwicklungsarbeiten zu diesem Typ begannen 1952. Wie schon bei den früheren Schlachtflugzeugkonstruktionen Iljuschins wurden die wichtigen Teile wie Triebwerk und Pilotenkabine stark gepanzert. Als Antrieb dienten zwei Mikulin AM-5F-Strahltriebwerke, was ein Novum für diese Art von Flugzeugen darstellte. Die Flugerprobung erfolgte 1953. In Serie gebaut wurde die Il-40 nicht, da ihre Aufgaben von der MiG-17, die bessere Leistungsparameter aufwies, übernommen werden konnten.
Die Il-40 war ein freitragender Tiefdecker in Ganzmetall-Schalenbauweise mit ebenfalls freitragendem Normalleitwerk mit um 35° gepfeilten Tragflügeln. Das Bugradfahrwerk war einziehbar gestaltet. Zum Schutz des Piloten und der Tanks war der Mittelteil des Rumpfes mit einer 8 mm starken Panzerung versehen. Die Frontscheibe war 134 mm stark, die Seitenscheiben 65 mm. Die Gesamtmasse der Panzerung betrug 1728 kg. Der Kraftstoff befand sich in sechs Rumpfbehältern mit einem Gesamtfassungsvermögen von 4285 Litern und zwei Unterrumpfbehältern mit je 550 Litern Kapazität.
Die Lage der beiden AM-5F-Triebwerke, welche ebenfalls mit einer Panzerung zwischen 4 mm und 16 mm Stärke versehen waren, links und rechts in den Tragflächenwurzeln, erlaubte es, in der Rumpfnase sechs Kanonen NR-23 zu installieren. Zur Verteidigung der hinteren Halbsphäre wurde eine Kanone AM-23 installiert. In der Rumpfnase wurde eine spezielle Kammer vorgesehen, welche die Pulvergase der Kanonen aufnehmen und über Klappen ableiten sollte. An vier Unterrumpfträgern konnten Bomben im Kaliber von 50 kg bis 500 kg angehängt werden, an vier weiteren Stationen unter den Tragflächen nochmals Bomben bis 100 kg.
Die elektronische Ausrüstung bestand unter anderem aus der Funkstation RSIU-4, der Bordsprechanlage SPU-5, dem Funkhöhenmesser RW-2, dem automatischen Funkkompass ARK-5, einem Freund/Feind-Gerät und dem Markierungsfunkempfänger MRP-48P.
Die Besatzung, bestehend aus Pilot und dem Bordschützen, saß in zwei getrennten, nichthermetisierbaren Kabinen auf je einem Katapultsitz.
Während der Schießerprobung erzeugten die Pulverabgase jedoch trotz der speziellen Auffangkammer Pompage-Erscheinungen an den Triebwerken. Infolgedessen entschied man sich, statt der sechs Kanonen nur vier NR-23 einzubauen. Während der Versuche zeigte sich, dass bei Salven bis zu 20 Schuss aus allen Kanonen oder bis zu 80 Schuss aus den oberen beiden, die Triebwerke normal funktionierten, bei längeren Feuerstößen kam es jedoch zu unregelmäßigem Luftstrom in den Ansaugkanälen.
Im Allgemeinen ergab sich eine gute Handhabung der Maschine, auch für Piloten mittlerer Qualifikation. Sie erfüllte die staatlichen Vorgaben in allen Punkten, außer der Einsatzdauer. Sie konnte von Flugplätzen mit einer Start-/Landebahnlänge von 1300 bis 1400 m eingesetzt werden.
Allerdings zeigten sich auch einige Nachteile. Die Sicht des Piloten und des Bordschützen nach hinten war mangelhaft, der Kabine fehlte eine Heizung und der Kraftaufwand zur Bedienung der Querruder war zu groß. Außerdem war es unmöglich, den Piloten im Notfall durch das geschlossene Kabinendach zu katapultieren. Bemängelt wurde weiterhin, dass die Triebwerke während des Rollens sowie bei Start und Landung nur unzureichend gegen das Eindringen von Fremdkörpern gesichert waren. Aber insbesondere die Probleme mit den Triebwerken beim Schießen machten eine Überarbeitung des Entwurfes nötig, außerdem wünschte sich die Armee eine Erhöhung der Waffenlast auf 1400 kg.
So wurden beim zweiten Prototyp Il-40P die Lufteinlässe der Triebwerke bis an die Rumpfspitze verlängert. Außerdem wurden die leistungsstärkeren Triebwerke Mikulin/Tumanski RD-9W eingebaut, die Bombenlast, wie gewünscht, auf 1400 kg erhöht und die Panzerung verstärkt, so dass sie jetzt 1838 kg wog.
Außer den beiden Prototypen entwickelte das OKB-240 die Projekte zu einem Schulflugzeug Il-40U, einem Aufklärer Il-40R, einem Artillerieleitflugzeug Il-40K und einem Torpedoflugzeug Il-40T. Allerdings ist keines davon über das Projektstadium hinausgekommen.
Die Erprobung, die unter anderem von Wladimir Kokkinaki durchgeführt wurde, zeigte durchweg positive Ergebnisse. Die Armee zeigte anfänglich auch Interesse, diese Maschine zu übernehmen. Diese Entscheidung wurde allerdings wieder revidiert, wobei im Nachhinein nicht mehr nachzuvollziehen ist, wer der Initiator dieser Entscheidung war.

## Technische Daten
| Kenngröße             | Daten |
| --------------------- | --- |
| Besatzung             | 2 |
| Länge                 | 16,6 m |
| Spannweite            | 16,0 m |
| Höhe                  | 5,9 m |
| Flügelfläche          | 47,6 m² |
| Flügelstreckung       | 5,4 |
| Leermasse             | 12.190 kg |
| Startmasse            | normal 16.480 kg maximal 17.470 kg                                                                                            |
| Triebwerke            | erster Prototyp: zwei Mikulin AM-5F zweiter Prototyp: zwei Tumanski RD-9W                                                     |
| Leistung              | erster Prototyp: Schub je 26,5 kN (mit Nachverbrennung) zweiter Prototyp: Schub je 25,5 kN ohne / 31,5 kN mit Nachverbrennung |
| Höchstgeschwindigkeit | 964 km/h in 1.000 m Höhe |
| Dienstgipfelhöhe      | 11.600 m |
| Reichweite            | maximal 1.115 km |
| Bewaffnung            | vier starre 23-mm-Kanonen NR-23 zwei bewegliche 23-mm-Kanonen AM-23 im Heck-Abwehrstand bis zu 1.000 kg Bomben                |